# The Sims 2: FreeTime
The Sims 2: FreeTime је седми додатак игре The Sims 2. У овом додатку могуће је имати хоби. Сим се може забављати разним креативним, интелектуалним или физичким радњама у слободно време. Могу чак и да упознају Симсе који имају сличне хобије и деле интересе тако јачајући пријатељство или везу. Вештине Сима се развијају уз хобије. Постоје три нова хобија: спортови, игре, уметности.